# Andrienne-Pauline Bacle
Andrienne-Pauline Bacle, née à Genève le 15 août 1796 et morte dans la même ville le 22 octobre 1855, est une artiste suisse, peintre sur émail et lithographe.

## Biographie
Andrienne-Pauline Bacle est la fille d’un négociant genevois, Daniel Macaire et de Jeanne Gignoux. Elle étudie auprès de Jeanne Henriette Rath et de Louis-Ami Arlaud-Jurine.
Née Andrienne-Pauline Macaire, elle épouse en 1816 le lithographe et botaniste genevois César-Hippolyte Bacle (es). Ils partent à Buenos Aires en 1828, fondent un atelier lithographique et travaillent ensemble. Elle réalise de nombreux portraits, illustrations pour la presse, lithographies. À la mort de son mari, en 1838, elle revient à Genève où elle continue de peindre. Ils ont eu trois enfants. Leur fils aîné, Etienne Auguste Isaac Charles Bacle, né à Genève, est mort à Constantinople où il était avocat du Sultan.

## Collections publiques
- Musée d'art et d'histoire de Genève
- Bibliothèque publique et universitaire de Neuchâtel : Les Charmettes près Chambéry : habitation de Rousseau (estampe)[5]
- Bibliothèque de Genève : Portrait de Louis Jurine[6]
- Buenos Aires : Musée historique national d'Argentine : Portrait de César H. Bacle (1831)
- Buenos Aires : Museo de Arte Hispanoamericano Isaac Fernández Blanco

## Expositions
- Genève : Musée Rath, 1826
- Bordeaux : Musée des arts décoratifs et du design de Bordeaux, 1995 (L'âge d'or du petit portrait)
- Genève : Musée de l'horlogerie, 1995 (L'âge d'or du petit portrait)
- Paris : Musée du Louvre, 1996 (L'âge d'or du petit portrait)